# Louise Ehlers (Sängerin)
Louise Ehlers, geborene Louise Jonas, (1790 – 18. Oktober 1812 in Wien) war eine deutsche Opernsängerin.

## Leben
Ehlers gab ihr Bühnendebüt 1807 am Wiener Hoftheater als „Myrrha“. Sie war mit dem Sänger Wilhelm Ehlers in dessen zweiter Ehe verheiratet, starb aber bereits mit 22 Jahren, vermutlich an den Folgen der Geburt ihrer Tochter, die ebenfalls Louise hieß.